# 이천원
이천원은 대한민국의 남성 듀오이다. 2013년 《K팝 스타 2》에 참가하여 TOP4를 하였다. 2014년 3월 14일 싱글 2000won 1st Single Album을 발표하여 데뷔하였다.

## 일원
- 김일도
  - 1990년 10월 23일(34세)

- 김효빈
  - 1990년 4월 14일(35세)